# Bysewo

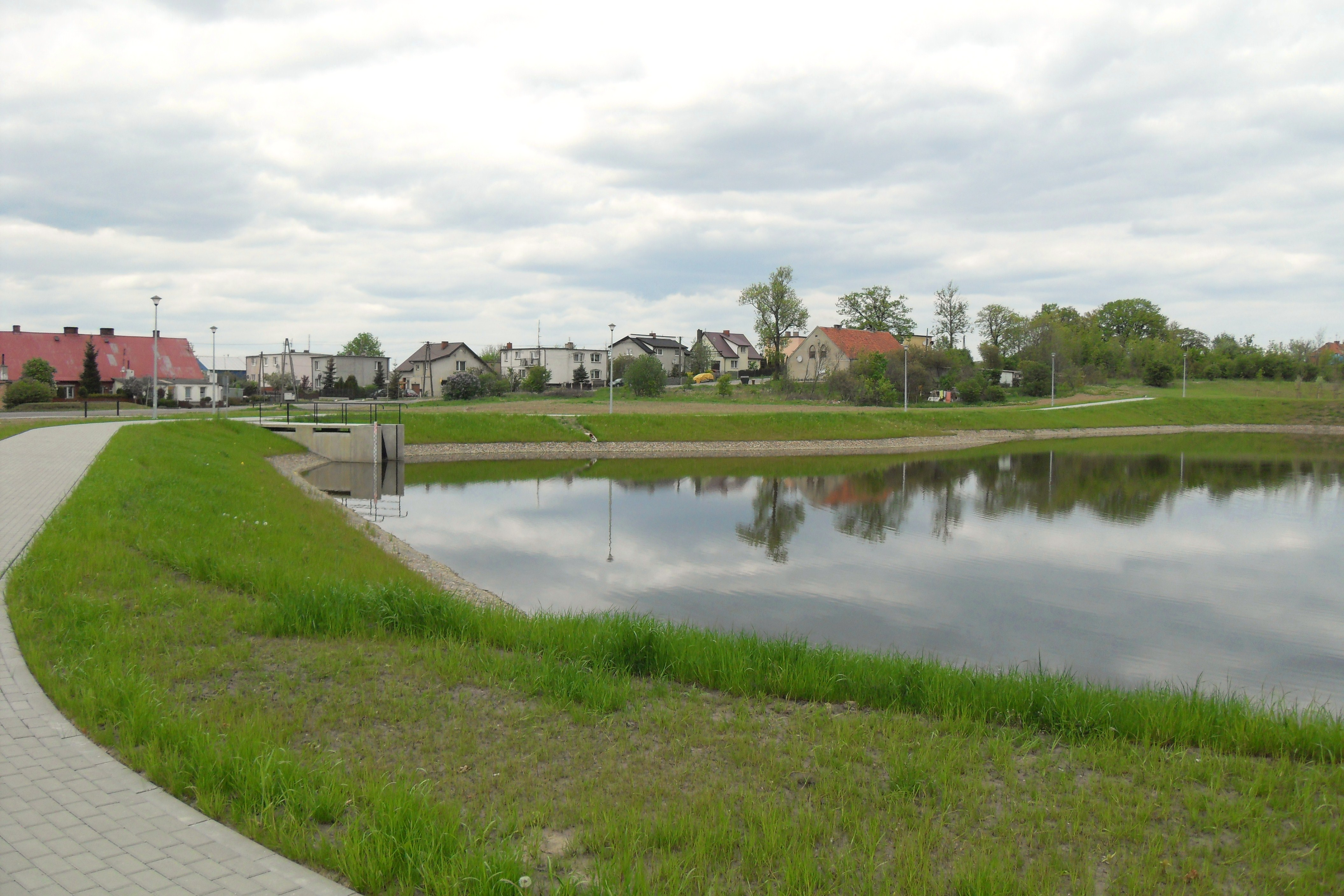
Bysewo

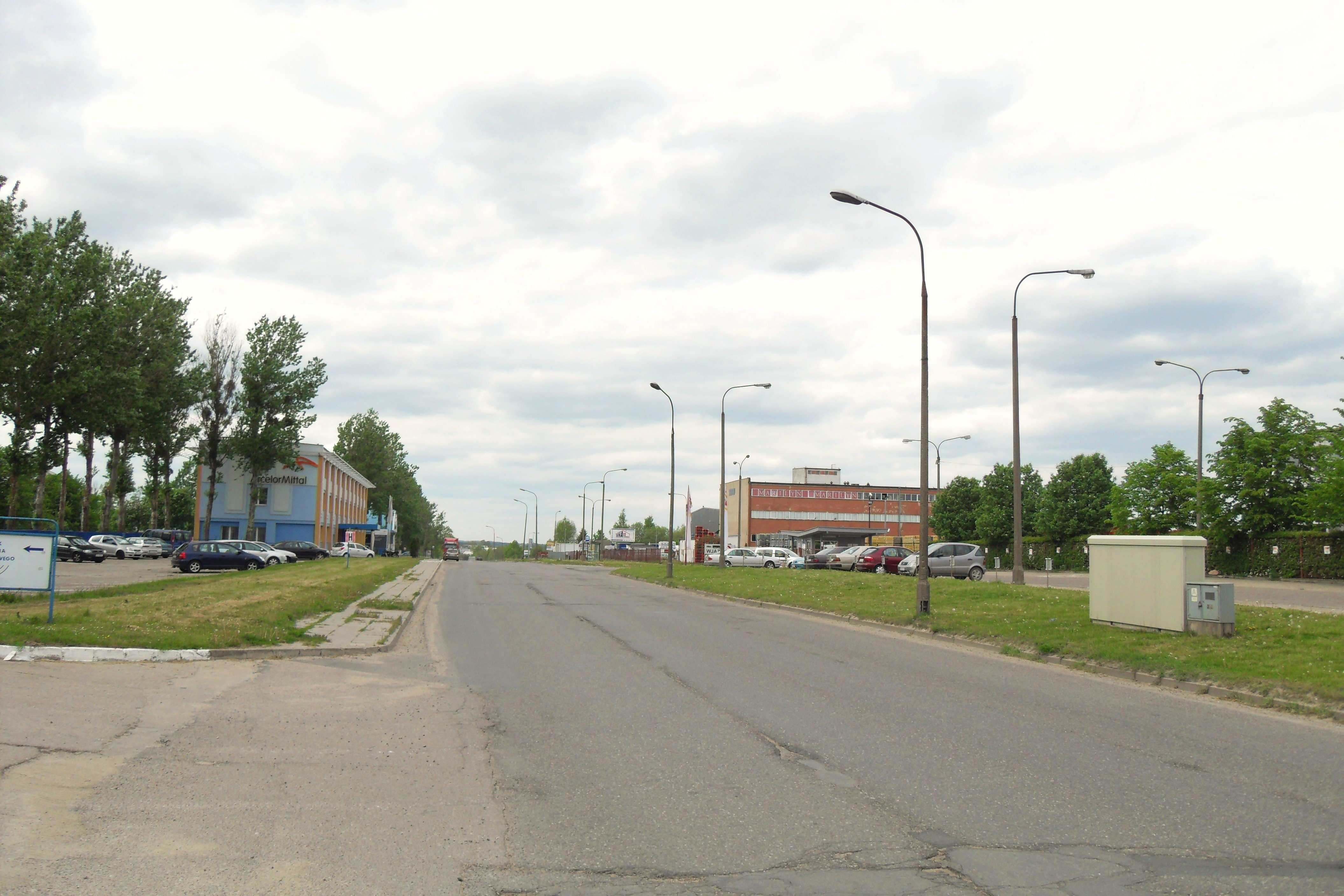
Bysewo. Tereny przemysłowe, ul. Budowlanych

Bysewo (kaszb. Bësewò lub też Biésewò, niem. Bissau, dawniej Byssowo, Bysewo, Boszowie) – osiedle w Gdańsku, w dzielnicy Kokoszki. Leży na północno-zachodnim krańcu dzielnicy, a jego zachodnia granica pokrywa się z granicą miasta.
Wieś królewska w powiecie gdańskim województwa pomorskiego w II połowie XVI wieku. Bysewo to pozostałość po dawnej wsi sołeckiej, przyłączonej w granice administracyjne miasta 1 stycznia 1973. Należy do okręgu historycznego Wyżyny.
Obecnie znajdują się tam głównie tereny przemysłowe, na południu osiedla także zabudowania mieszkalne. Swoje siedziby w Bysewie mają m.in. firmy Centrostal i Transbud.
Historycznie, Bysewo obejmuje także Firogę, która leży w dzielnicy Matarnia. Podczas okupacji od 1941 naziści przywrócili dawną niemiecką nazwę połowy Bysewa występującą w średniowieczu i wczesnej nowożytności – Bastenhagen.

## Historia
Najstarsze zapisane nazwy Bysewa pochodzą z czasów krzyżackich: Beschow (1315), Bysschow (1320) i Bessow (1342). Później Niemcy używali nazwy Bissau.
W 1869 Bysewo liczyło 493 mieszkańców (w tym 463 katolików i 30 ewangelików) oraz 38 domów mieszkalnych. W drugiej połowie XIX wieku Bysewo należało do Grossmana.

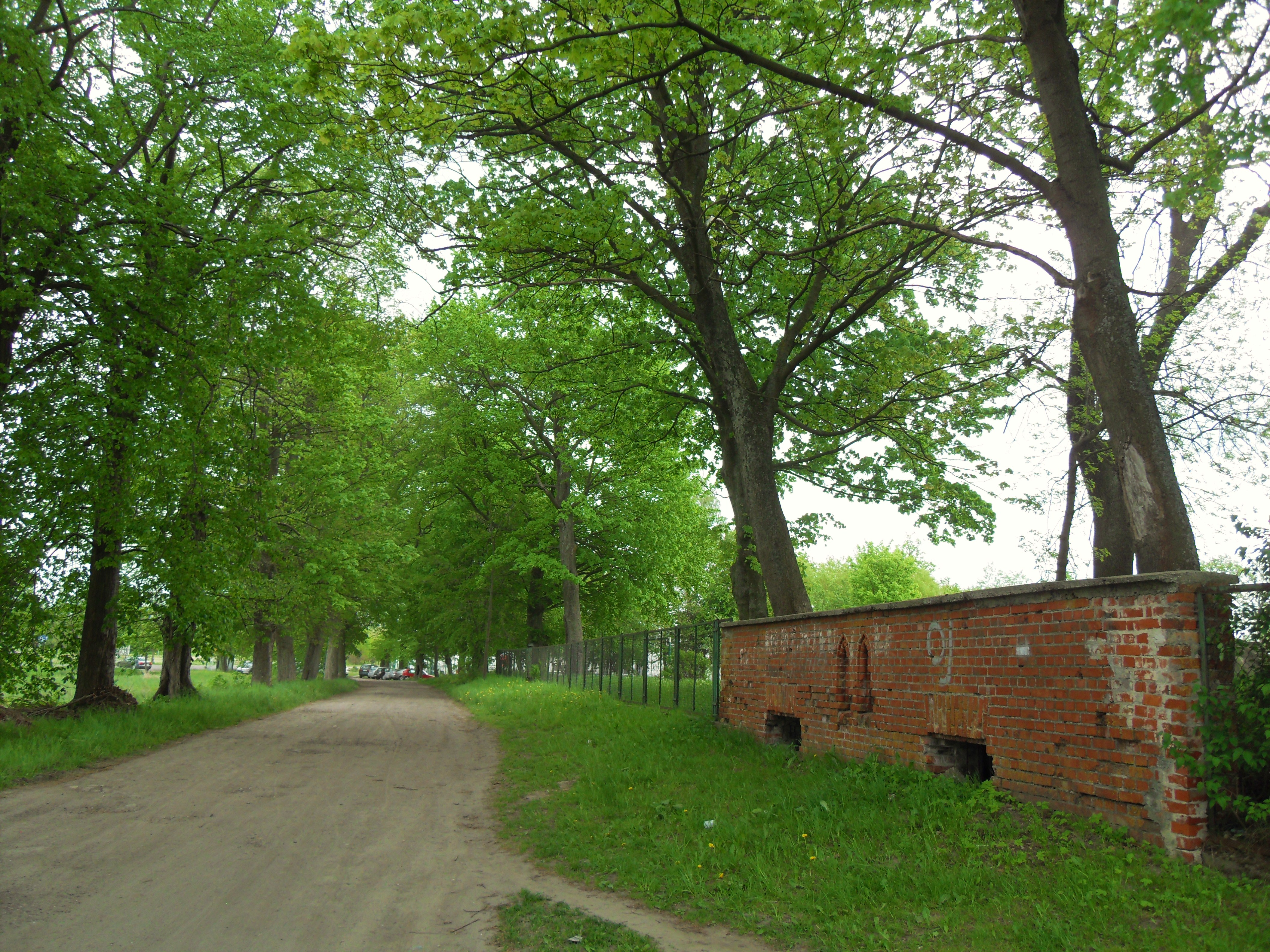
Pozostałości założenia pałacowo-parkowego

Na terenie nieczynnej obecnie Szkoły Podstawowej Nr 94 znajdowało się przed wojną założenie pałacowo-parkowe należące do rodziny Hensel. Budynek pałacowy parterowy w stylu neorenesansowym został spalony pod koniec wojny przez ówczesnego właściciela majątku Arnolda Hensela. Nie pozostał po nim żaden widoczny ślad, natomiast zachował się fragment muru ceglanego od strony ul. Budowlanych. Jeszcze pod koniec lat 80. mur wieńczyły blanki, jednak uległy dewastacji wskutek nadmiernego użytkowania. Zamiast fachowego remontu przywracającego pierwotną formę blankom, dyrekcja szkoły zleciła ich rozbiórkę i zwieńczenie muru betonową płytą.
Na terenie szkoły znajduje się wejście do piwnic przylegających do zachowanego muru. W czasie wojny rozstrzeliwano tam okolicznych mieszkańców, a po wojnie przechowywano ziemniaki. Piwnica jest zalana i zasypana śmieciami. Do jej wnętrza można zajrzeć przez dwa małe okratowane okna w murze. Park po wojnie zachowany w znacznej części, został wycięty na opał przez sąsiadujących ze szkołą mieszkańców, którym owe ziemie przypadły po wojnie w wyniku parcelacji dawnego majątku. Obecnie resztki starego drzewostanu rosną przy krótkiej brukowanej alei wzdłuż ul. Budowlanych.
W okolicy zachowało się kilka ceglanych budynków folwarcznych, zdewastowanych samowolnymi remontami i licznymi przybudówkami.
W Bysewie także rozpoczyna się akcja powieści Blaszany bębenek noblisty Güntera Grassa.

### Cegielnia
Cegielnia znajdowała się na terenie zajmowanym obecnie przez firmę Wakoz. Po roku 2000 przystąpiono do jej wyburzenia, lokując prowizoryczne biura nowej firmy w formie baraków. Zachował się jedynie ceglany budynek przy ul. Budowlanych, w którym niegdyś mieściły się biura, a w latach 80. został przeznaczony na cele mieszkalne. Na parterze znajdował się sklep „Jędrek”. Obecnie budynek stanowi bazę noclegową dla pracowników firmy Wakoz. Do cegielni doprowadzona była linia kolei wąskotorowej, wożąca glinę z pobliskiej kopalni odkrywkowej w okolicach ul. Przyrodników.
W sąsiedztwie, od strony ul. Nowatorów znajduje się sporych rozmiarów budynek mieszkalny, otoczony licznymi szopami, stanowiący od lat 50. mieszkania dla pracowników cegielni.

## Komunikacja
W Bysewie znajduje się pętla autobusowa linii miejskich 157, 167, 267 (do przystanku „Ogrody Działkowe Rębiechowo III „). Przebiega przez nie linia 126.